# Lago Verde (sjö i Argentina)
Lago Verde är en sjö i Argentina.   Den ligger i provinsen Chubut, i den sydvästra delen av landet, 1 500 km sydväst om huvudstaden Buenos Aires. Lago Verde ligger 514 meter över havet. Arean är 1,4 kvadratkilometer. Den sträcker sig 1,6 kilometer i nord-sydlig riktning, och 2,0 kilometer i öst-västlig riktning.
Trakten runt Lago Verde består i huvudsak av gräsmarker. Runt Lago Verde är det mycket glesbefolkat, med 4 invånare per kvadratkilometer.